# سیاه‌کوه، آستارا
سیاه‌کوه (به لاتین: Siyaku) یک منطقهٔ مسکونی در جمهوری آذربایجان است که در شهرستان آستارا واقع شده‌است. سیاه‌کوه ۱٬۲۸۱ نفر جمعیت دارد.

## ریشه واژه
نام این روستا از دو واژه تالشی سیا (سیاه) و کو (کوه) تشکیل شده است و به معنی کوه سیاه است.